# Rosa pricei
Rosa pricei är en rosväxtart som beskrevs av Bunzo Hayata. Rosa pricei ingår i släktet rosor, och familjen rosväxter. Inga underarter finns listade i Catalogue of Life.